# Enciclopedia moderna

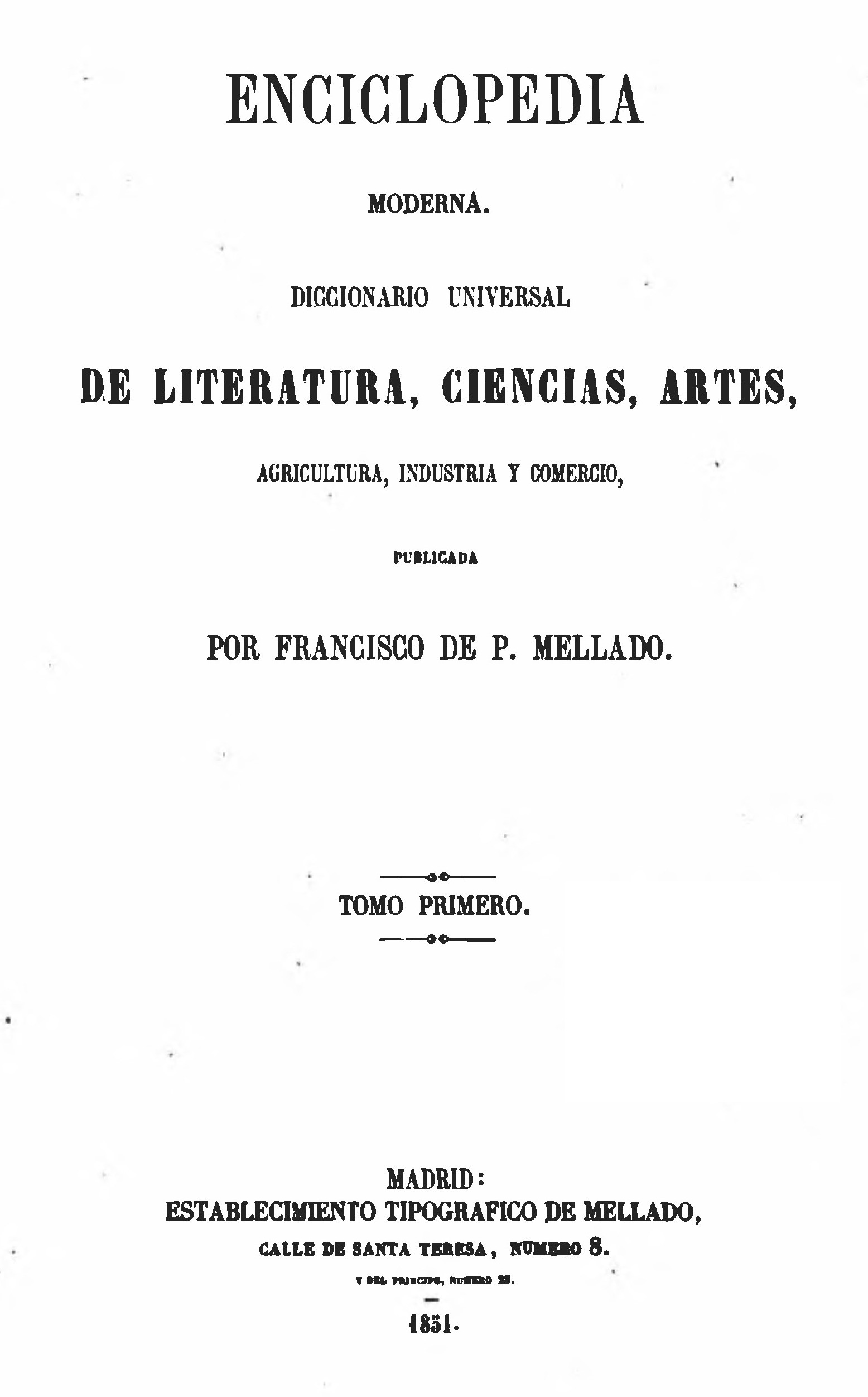
Première page du premier tome de l’Enciclopedia moderna.

L'Enciclopedia moderna: Diccionario universal de literatura, ciencias, artes, agricultura, industria y comercio peut être considérée comme la première grande encyclopédie en langue espagnole qui a dominé le milieu du XIXe siècle. Elle a été publiée à Madrid par le prolifique éditeur Francisco de Paula Mellado entre les années 1851 et 1855.
L'œuvre complète est divisée en 34 volumes de texte, 3 d'atlas et 3 de compléments (plus tard elle est arrivée à 39 tomes). Il s'agissait d'adapter l'Encyclopédie ou Dictionnaire raisonné des sciences, des arts et des métiers de Denis Diderot du XVIIIe siècle en entrées espagnoles avec des collaborateurs très qualifiés de l'époque comme: Juan Eugenio Hartzenbusch, Eugenio de Ochoa, Manuel Bretón de los Herreros, Modesto Lafuente et beaucoup d'autres.